# باوتری
longitudeباوتریlatitudeباوتری
باوتری (به انگلیسی: Bawtry) یک منطقهٔ مسکونی در انگلستان است که در یورکشایر و هامبر واقع شده‌است.

## خصوصیات
باوتری ۳٬۲۰۴ نفر جمعیت دارد.